# Denis Mihai
Denis Florin Mihai (ur. 2 stycznia 2003) – rumuński zapaśnik startujący w stylu klasycznym. Brązowy medalista mistrzostw świata w 2024 roku.
Brązowy medalista mistrzostw Europy w 2023 i 2024; piąty w 2022. 
Mistrz Europy U-23 w 2023 i drugi w 2022. Wicemistrz świata i Europy juniorów w 2022 roku.